# Soum de Ramond
El Soum de Ramond o pic d'Anyiscle és una muntanya de 3.254 m d'altitud, amb una prominència de 88 m, que es troba al massís del Mont Perdut, a la província d'Osca (Aragó). El pic porta aquest nom en honor del pirineista Louis Ramond de Carbonnières. La primera ascensió documentada la van realitzar guies de muntanya el 6 d'agost de 1802.